# Đầm Szczecin
Đầm Szczecin, Đầm Stettin, Vịnh Szczecin hoặc Vịnh Stettin (tiếng Ba Lan: Zalew Szczeciński, tiếng Đức: Stettiner Haff), cũng là đầm Oder (tiếng Đức: Oderhaff), là một đầm phá ở cửa sông Oder, được chia sẻ bởi Đức và Ba Lan. Nó được tách ra khỏi vịnh Pomeranian của biển Baltic bởi các đảo Usedom và Wolin. Đầm được chia thành Kleines Haff (tiếng Ba Lan: Mały Zalew, "đầm nhỏ") ở phía Tây và Wielki Zalew (tiếng Đức: Großes Haff, "đầm lớn") ở phía Đông. Một tên tiếng Đức lịch sử không rõ nguồn gốc là Frisches Haff, sau này được gọi riêng là đầm Vistula.

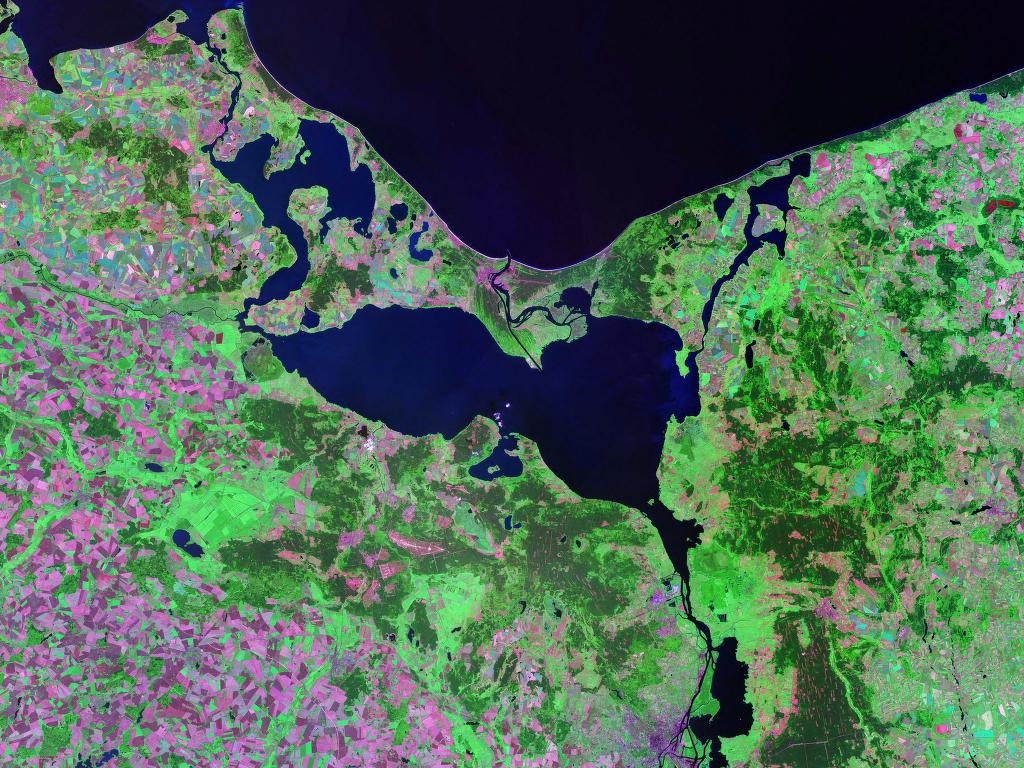
Đầm Oder - Ảnh vệ tinh Landsat (khoảng năm 2000)

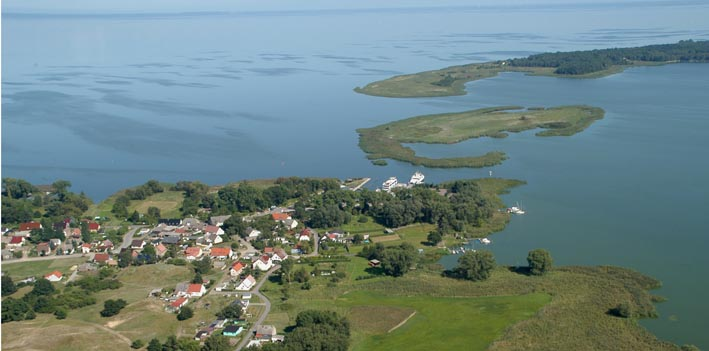
Làng chài Altwarp của Đức trên đầm phá

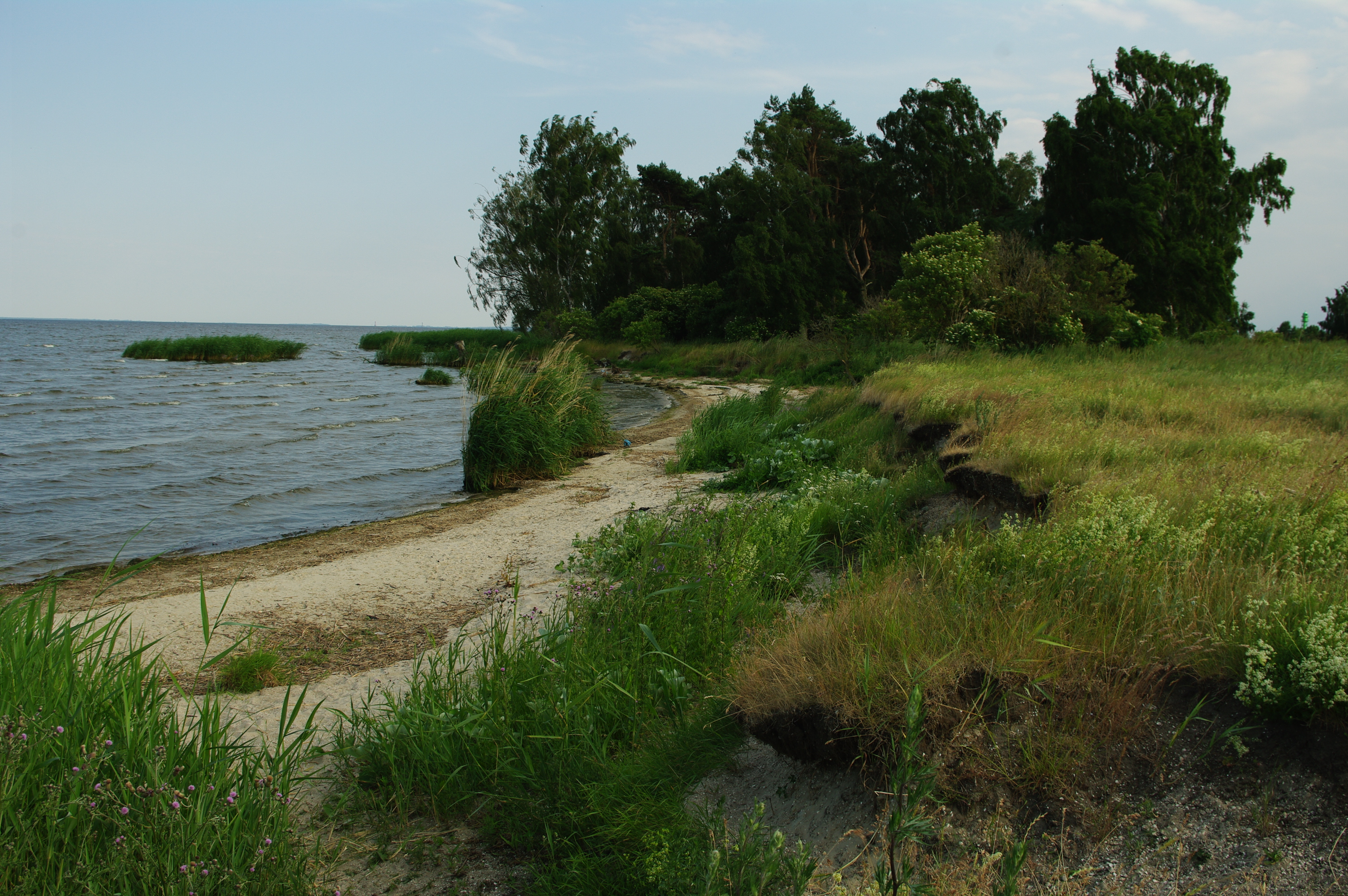
Đầm Szczecin, nhìn từ đảo Karsibór của Ba Lan

## Địa lý

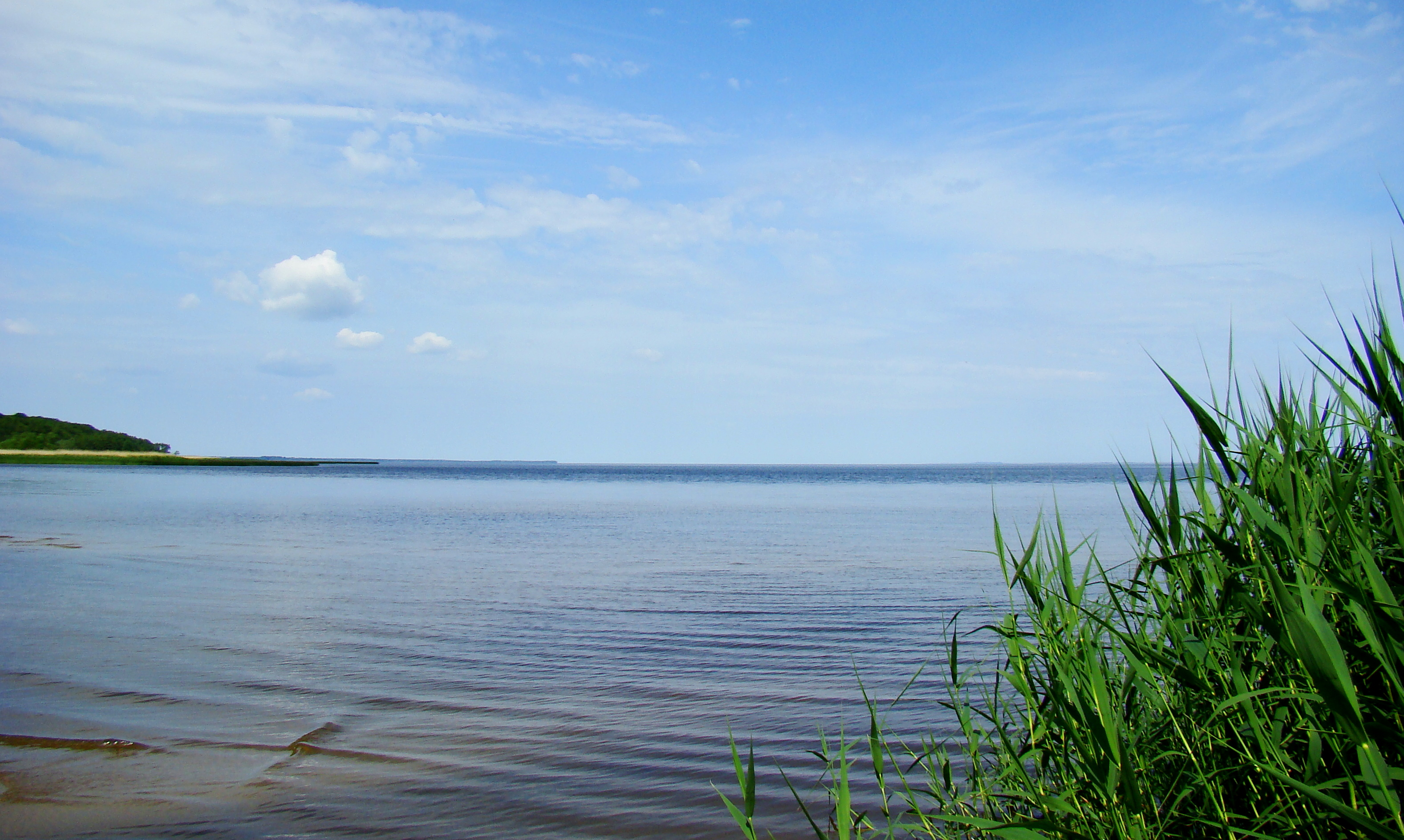
Đầm

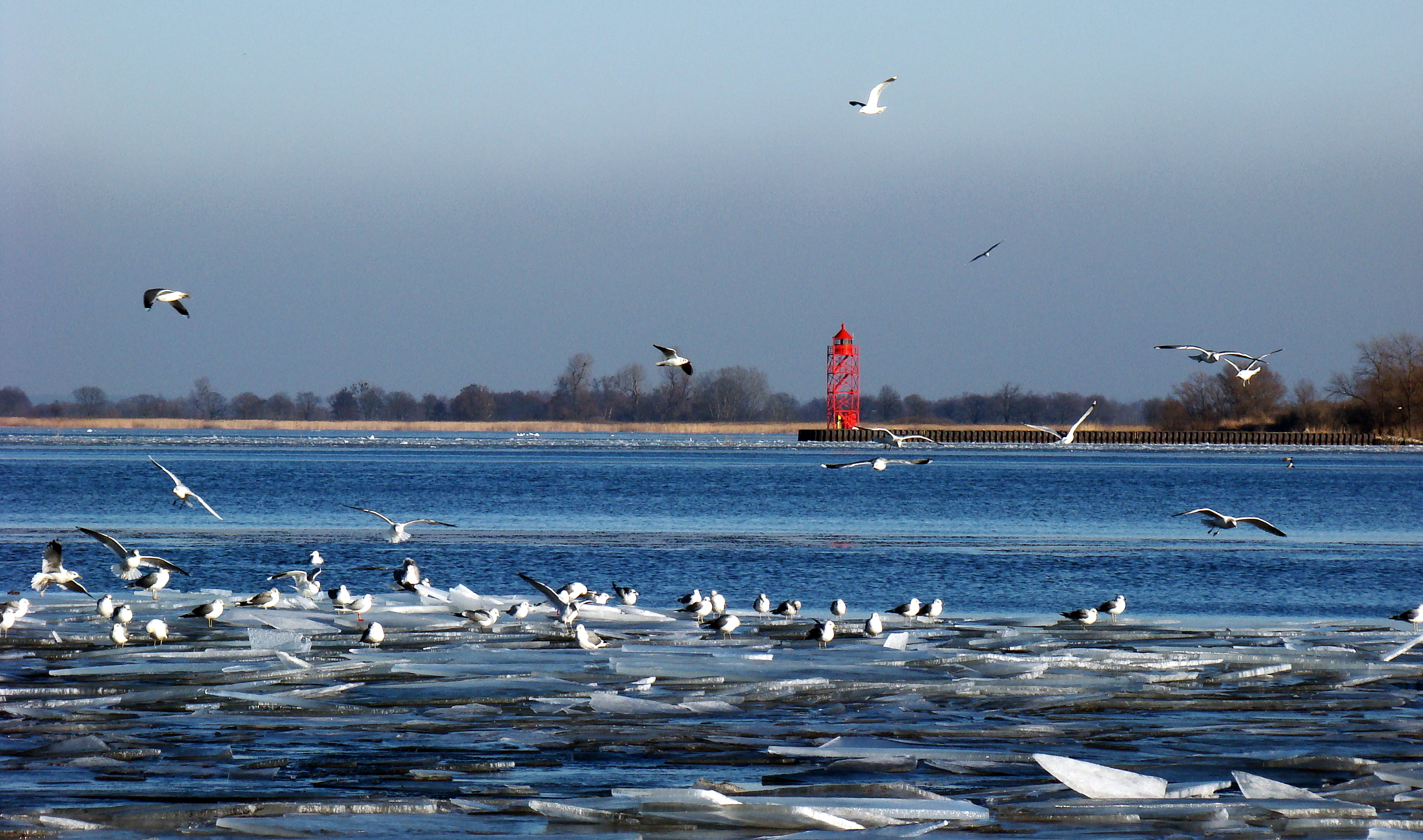
Chim hải âu trên đầm vào mùa đông

Từ miền Nam, đầm phá được nuôi dưỡng bởi nhiều nhánh của Oder sông và các con sông nhỏ như Ziese, Peene, Żarów, Uecker, và Ina. Ở phía Bắc, đầm phá được kết nối với Vịnh Pomerania của Biển Baltic với ba eo biển Peenestrom, Świna và Dziwna, phân chia đất liền và các đảo Usedom và Wolin.
Đầm có diện tích là 687 km², độ sâu tự nhiên của nó là trung bình 3,8 mét, và tối đa 8,5 mét. Độ sâu của các kênh vận chuyển tuy nhiên có thể vượt quá 10,5 mét. Do đó, đầm chứa khoảng 2,58   km³ nước. Nhiệt độ nước trung bình hàng năm là 11 °C.
94% lượng nước chảy vào đầm là từ sông Oder và các hợp lưu của nó, lên tới trung bình 17 km³ hoặc 540 m³ mỗi giây. Tất cả các hợp lưu khác đóng góp 1  km³. Do không có dữ liệu đáng tin cậy cho một dòng chảy từ Biển Baltic tồn tại, dòng chảy kết hợp ước tính là 18 km³ từ một khu vực lưu vực 129.000   km², cư trú trong đầm phá trung bình 55 ngày trước khi được chảy ra vịnh Pomeranian. Các chất dinh dưỡng do đó được vận chuyển vào đầm phá đã làm cho nó trở thành siêu thực (eu) đến phú dưỡng. Các eo biển Peenestrom, Świna và Dziwna chịu trách nhiệm tương ứng với 17%, 69% và 14% lượng xả.
Độ mặn trung bình là từ 0,5 đến 2 psu, nhưng đôi khi nước mặn xâm nhập qua Świna tại địa phương nâng độ mặn lên đến 6 psu.

### Các thị trấn xung quanh đầm phá
- Szczecin (Ba Lan)
- Winoujście (Ba Lan)
- Cảnh sát (Ba Lan)
- Ueckermünde (Đức)
- Wolin (Ba Lan)
- Được sử dụng (Đức)
- Nowe Warpno (Ba Lan)

## Lịch sử

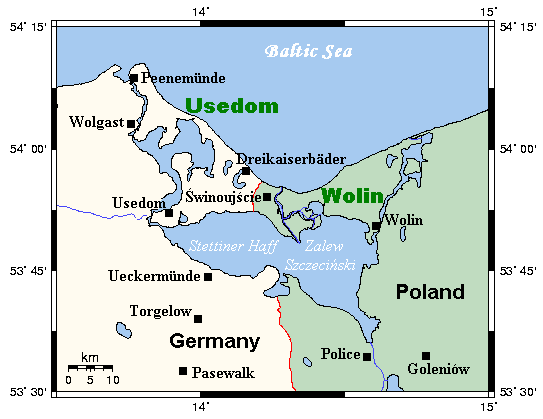
Không bao gồm Szczecin Phá / Stettiner Haff, thành phố Stettin / Szczecin

Năm 1880, kênh Kaiserfahrt (" Lối đi của Hoàng đế") trên đảo Usedom đã được mở, một tuyến đường thủy có độ sâu 10 mét nối đầm phá với Biển Baltic bằng cách đi qua phần phía đông của Swine, cho phép các tàu lớn đi vào đầm phá và cảng biển Stettin nhanh hơn và an toàn hơn.
Kênh, có độ dài khoảng 12 km và sâu 10 mét, đã bị Đế quốc Đức đào từ năm 1874 đến 1880, dưới triều đại của Kaiser Wilhelm đầu tiên (1797-1888) sau khi được đặt tên. Ngoài ra, công việc này tạo ra một hòn đảo mới tên là Kaseburg (Karsibór) bị cắt khỏi Usedom.
Sau năm 1945, các khu vực phía đông của dòng Oder Neisse đã trở thành một phần của Ba Lan, bao gồm các thành phố cảng Stettin (Szczecin) và Swinemünde (winoujście) ở bờ tây sông Oder. Kaiserfahrt được đổi tên thành Kênh Piast, dưới triều đại Piast của Ba Lan.
Biên giới Đức-Ba Lan cũng phân chia vùng đất gọi là Neuwarper See gần Rieth, Luckow, Luckow.

## Nền kinh tế

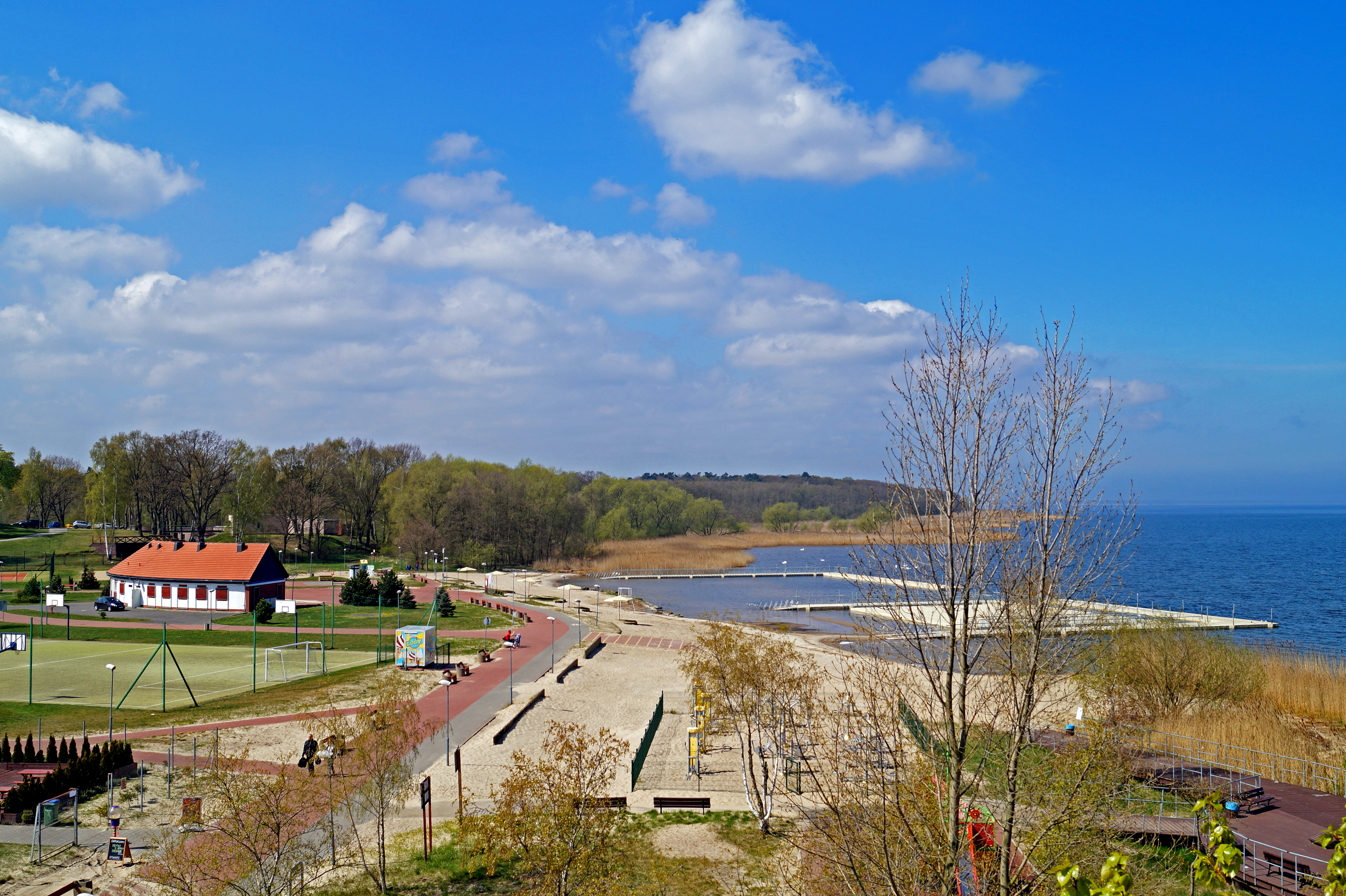
Bãi biển ở Trzebież gần Police, Ba Lan

Đầm Szczecin là một ngư trường quan trọng trong nhiều thế kỷ, như một con đường vận chuyển chính từ thế kỷ 18, và là một điểm đến du lịch kể từ thế kỷ 20.

## Giải trí
Ngày nay, đầm phá cung cấp tuyển chọn các tour du lịch bằng tàu chở khách, một loạt các môn thể thao dưới nước và một số bãi biển đẹp và thu hút khách du lịch. Khách du lịch có thể khám phá rượu vang, đường sắt khổ hẹp, bảo tàng, lâu đài, nhiều tuyến đường đi bộ và đi xe đạp và một ngôi làng nhỏ làm sống lại cuộc sống của các khu định cư Slav trước đây.

## Sự ô nhiễm
Đầm bị ô nhiễm nặng, chủ yếu từ sông Oder, dẫn đến hiện tượng phú dưỡng. Nồng độ cao của nhôm và trầm tích sắt đã được tìm thấy trong hệ thống sông gây ra sự phát triển nhanh chóng của tảo bên trong đầm phá. Tuy nhiên, nồng độ dinh dưỡng dài hạn cho thấy sự biến động giữa các năm là cao và đã có hiện tượng giảm trong những năm gần đây.

## Thiên nhiên
Bờ phía nam của đầm phá thuộc Công viên Tự nhiên Am Stettiner Haff, bờ phía bắc của nó và hòn đảo của Công viên Tự nhiên đến Công viên Tự nhiên Đảo Được sử dụng. Ở phía tây là Khu bảo tồn thiên nhiên Anklamer Stadtbruch và trong đó, Anklamer Torfmoor, một vùng đất ngập nước được bảo vệ đang tái sinh sau khi được sử dụng để khai thác than bùn.